# Jan Borman
Jan Borman, även Jan Borman den äldre, Jan II Borman, Borreman och Borremans, var en,  åtminstone under tidsperioden 1479–1520, flamländsk träsnidare och renässansskulptör, verksam i norra Europa. 
Hans sena gotiska verk var inte bara efterfrågade i Nederländerna utan också, via den tidens handelsvägar, så långt som norr om det heliga romerska riket och de skandinaviska länderna.
Stilmässigt påminner hans formspråk om den samtida konstnären Quinten Matsys. Av hans verk anses altarskåpet från Sankt Göransaltaret, gjort 1493, i det före detta Vårfrukapellet utanför Leuven (franska: Louvain), vara hans främsta. Skåpet finns idag på Musée des arts décoratifs i Bryssel.
Jan Bormans son Pasquier Borman fortsatte åtminstone fram till 1536 i faderns ateljé, och är förmodligen upphovsman till ett Mariaretabel i Sala landskyrka.

## Verk

### Belgien

#### Sankt Peterskyrkan, Leuven

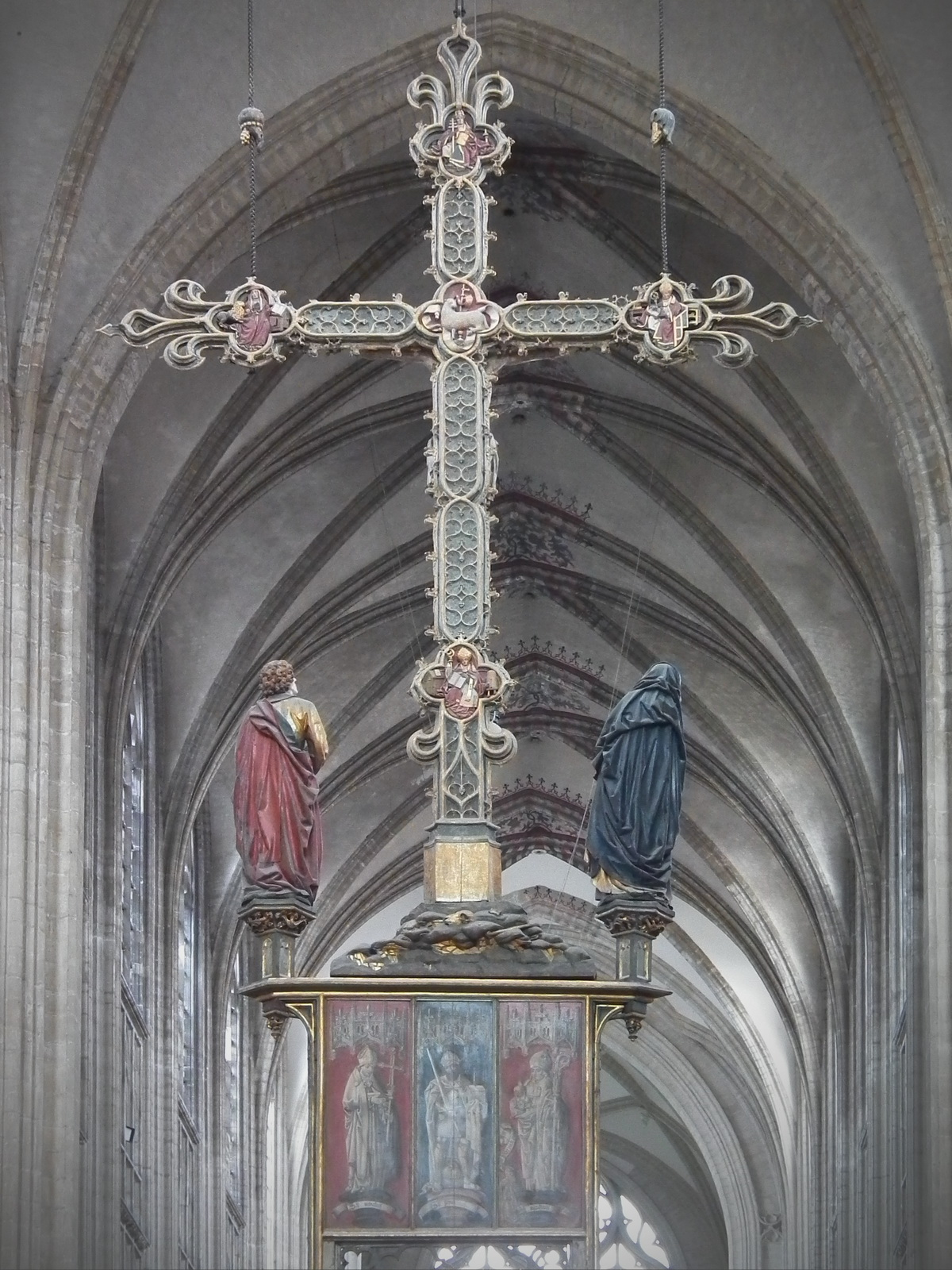
Triumfkrucifixet i Sankt Peterskyrkan i Leuven i Belgien är skulpterad av Jan Borman. De två polykroma statyerna vid foten av krucifixet föreställer Jungfru Maria och Evangelisten Johannes.

Triumfkorset i Sankt Peterskyrkan (Sint-Pieterskerk) i Leuven, Belgien är skulpterad en av hans skulpturer. Vid foten av triumfkrucifixet finns två statyer som föreställer Jungfru Maria och Sankt Johannes Evangelisten. Dessa två skulpturer visar fortfarande rester av sin ursprungliga polykromi. Vid foten av korset hänger ett litet altare.

### Tyskland

#### Kyrkan i Güstrow

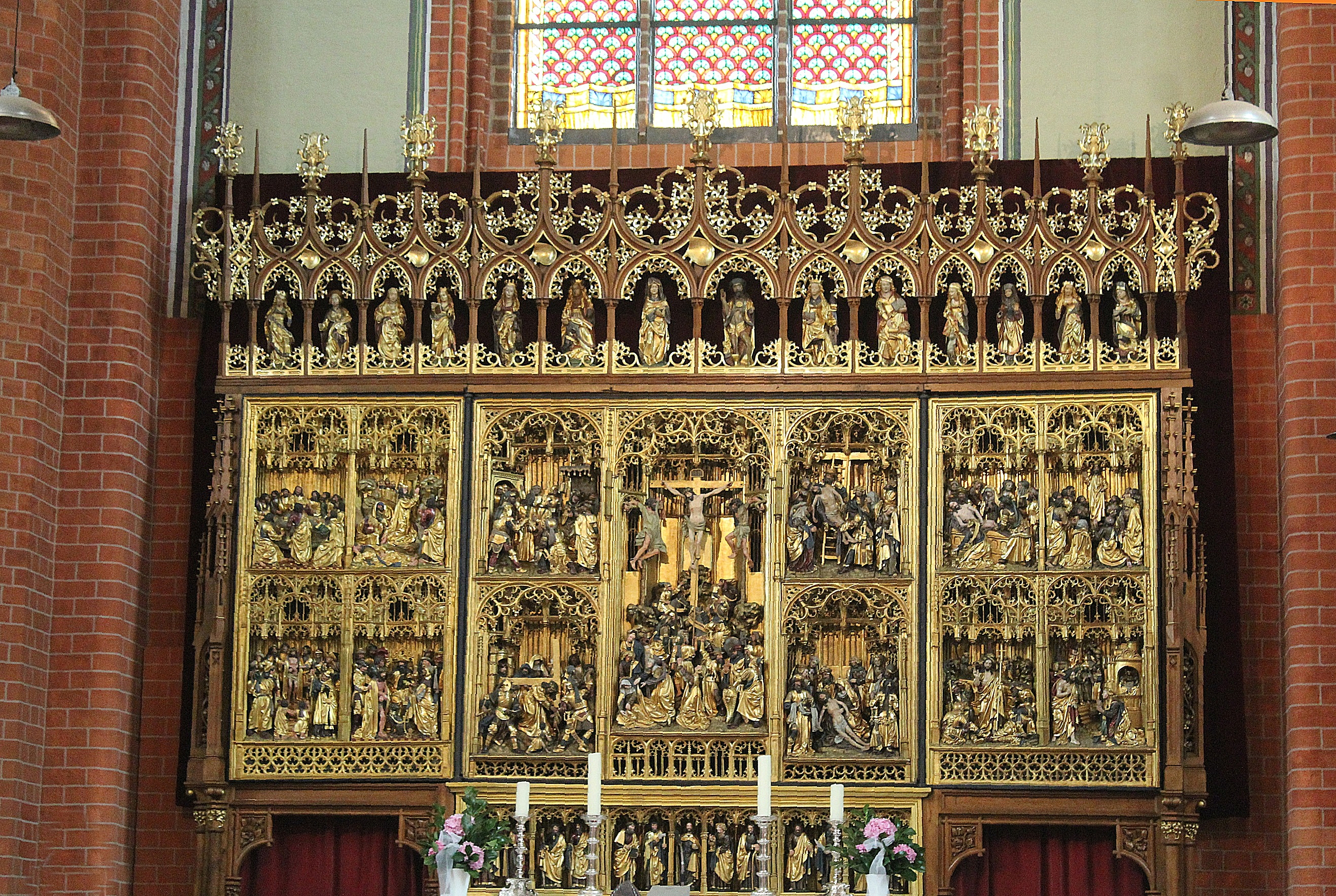
Högaltaret i Marienkirche, Pfarrkirche St. Marien (Güstrow).

Ett annat mästerverk är det år 1522 i stadskyrkan, eller församlingskyrkan i Güstrow, Pfarrkirche St. Marien in Güstrow, uppställda högaltarskåpet, som tillverkades i Jan Bormans verkstad i Bryssel. Det ungefär 5,5 meter breda och 4,5 meter höga altaret anses vara ett av de största och mest magnifika bildträskulpturerna från Bormans verkstad i Bryssel och är ett av de viktigaste snidade altarna i norra Tyskland. På den mellersta helgedomen och på vingarna visar han scener från Passionshistorien. De sex målningarna på bakväggen visar Maria, den heliga Katarina och apostlarna Petrus och Paulus. År 1880 återställdes högaltarskåpet genom omfattande restaurering. 
Under andra världskriget skadades en vinge av altarskåpet hårt av fukt. Guldbronsen som användes vid reparationsarbeten 1951 oxiderade starkt över tid och blev svart. Vid tidigare bearbetning hade stora delar av guldet översprutats med en röd färg.

### Sverige
Ett flertal skåp från hans ateljé finns även i Sverige, bland annat i Villberga kyrka, Bro kyrka, Västerås domkyrka, Jäders kyrka, Vadstena klosterkyrka och Strängnäs domkyrka. Alla föremål från hans ateljé verkar dock inte vara snidade av honom själv. Målningen verkar också i flera fall ha utförts av målaren Jan van Wavere.

#### Villberga kyrka

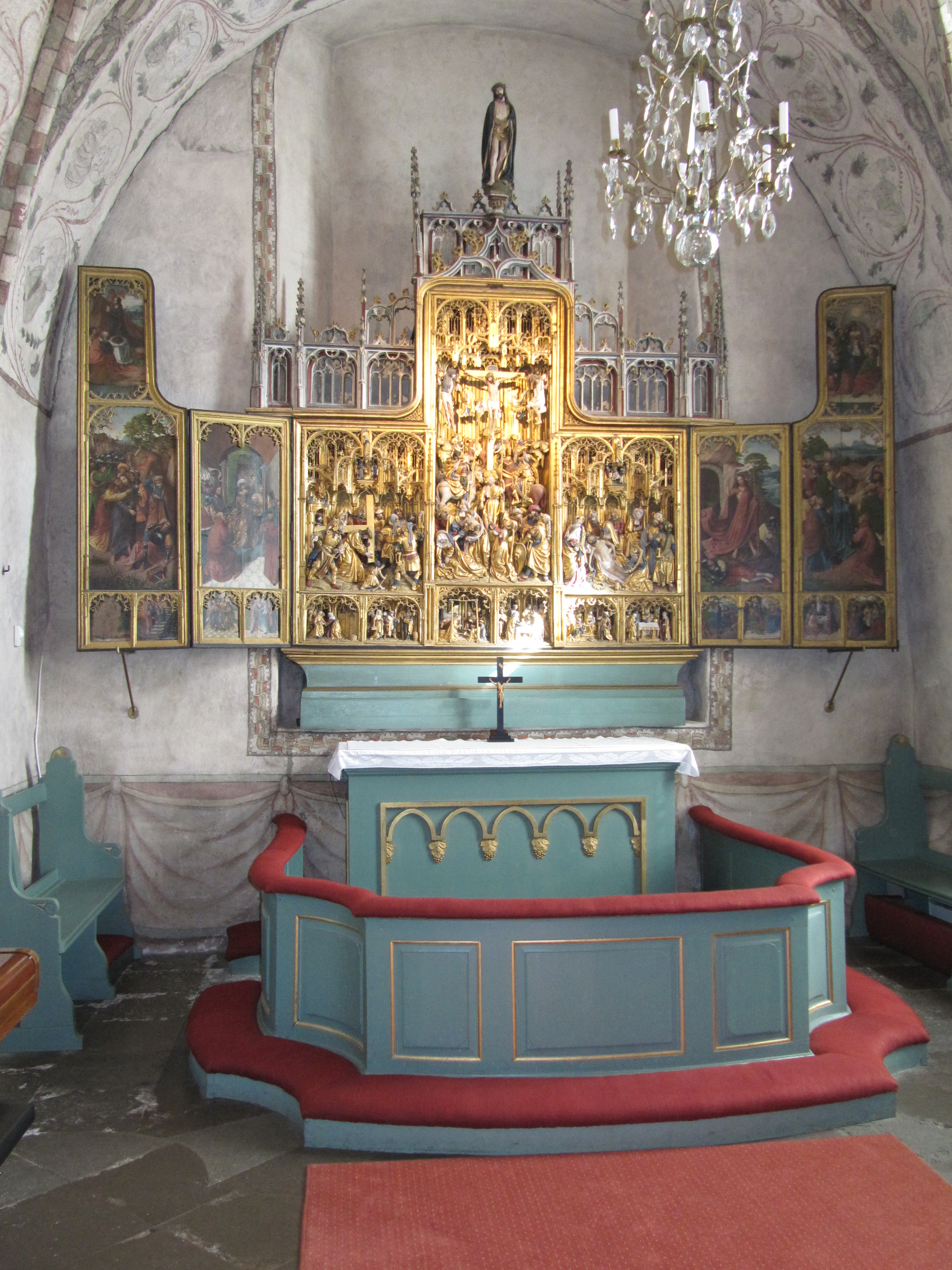
Altarskåpet i Villberga kyrka tillverkades omkring 1510 i mäster Jan Bormans verkstad i Bryssel.

Altarskåpet i Villberga kyrka, Uppsala län tillverkades omkring 1510 i Jan Bormans verkstad i Bryssel. Enligt en gammal tradition togs altarskåpet som krigsbyte i Tyskland och kom till Villberga kyrka 1632. Altarskåpets huvudmotiv är passionshistorien, men även en mindre julserie finns med. Vid korets sydvägg står ett sakramentsskåp från 1400-talet. Altarskåpet är ett av Sveriges finaste altarskåp från flandern och är kyrkans främsta prydnad.

#### Bro kyrka
Altarskåpet i Bro kyrka i Uppland är också ett flamländskt arbete och har tillkommit i  Bormans ateljé i Bryssel omkring 1520. Skåpet är kyrkans förnämsta klenod. Bilderna på altarskåpet återger passionshistorien (lidandet) före och efter korsfästelsen på Golgata. Målningarna till vänster föreställer Judaskyssen med Jesus i Getsemane i bakgrunden, Törnekröningen med Gisslandet i bakgrunden samt överst Jesus avklädes sin livklädnad. När de hade korsfäst honom delade de upp hans kläder genom att kasta lott om dem. Skulpturerna till vänster skildrar  Jesus som visas för folket samt Korsbärandet. Skulpturerna till höger visar Korsnedtagningen och Gravläggningen. Till sist visar målningarna på högra sidan överst den apokryfiska (svårbegripliga) framställningen av Kristus i dödsriket och därunder Uppståndelsen med i bakgrunden Kristus och Maria Magdalena samt måltiden i Emmaus i Palestina. Längst till höger skildras Himmelsfärden. På predellan (altaruppsatsen) symboliseras också Jesu lidande i en ovanlig framställning där Jesus sammanförts med den gammaltestamentliga profetian om Vinpressen (Jesaja 63:3). Denna bild omges av de fyra kyrkofäderna och på skåpdörrarnas utsida framträder evangelisterna samt däröver den apokalyptiska (avslöjande) madonnan och Gregorii mässa.

#### Skepptuna kyrka

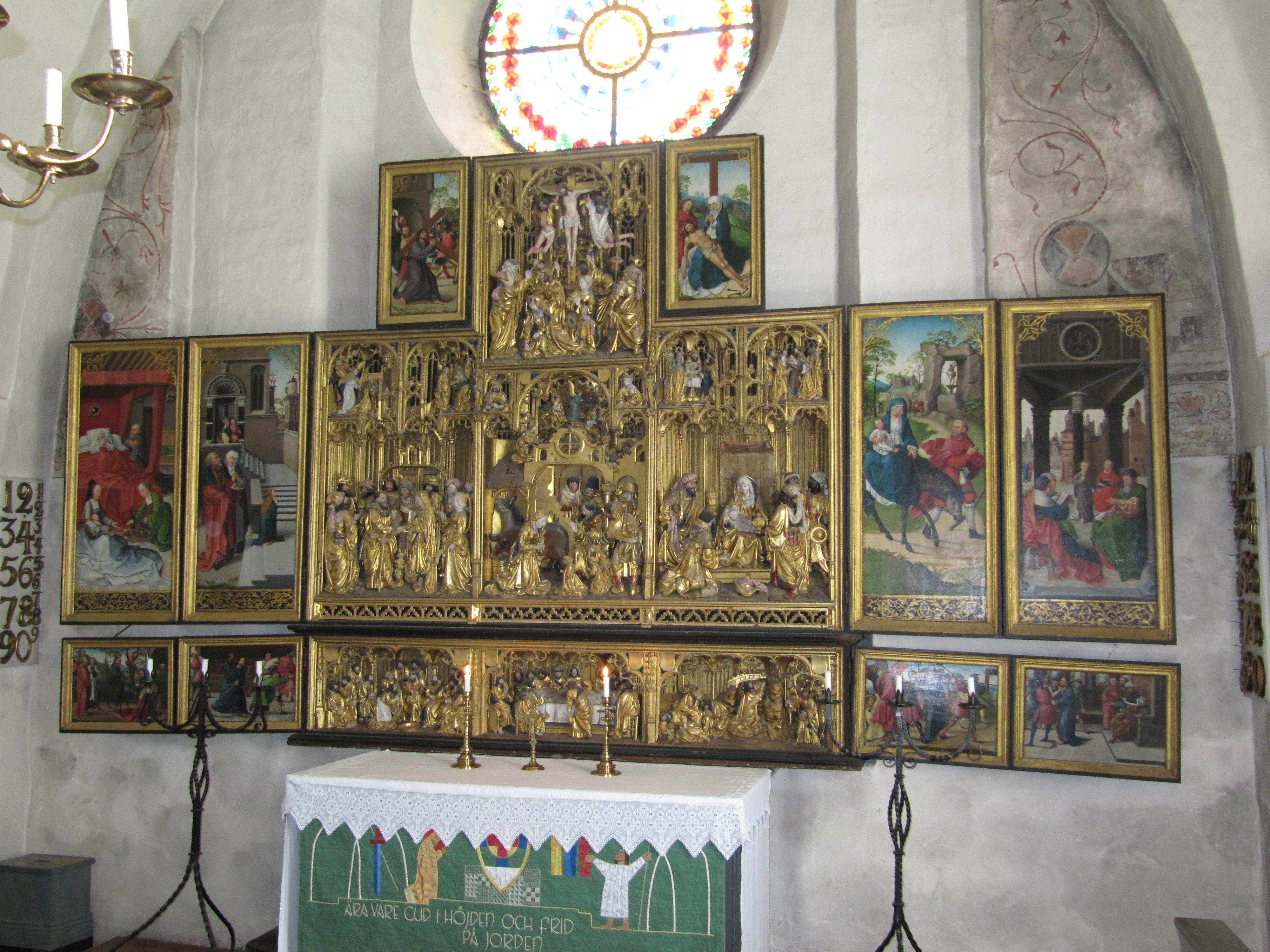
Altarskåpet i Skepptuna kyrka tillverkades i Bryssel i Jan Bormans verkstad och inköptes efter år 1500.

Altarskåpet i Skepptuna kyrka i Märsta i Sigtuna kommun i Stockholms län har medeltida målningar i bra skick och får ses som kyrkan främsta klenod. Altarskåpet är högaltarets praktfulla prydnad och kyrkans dyraste ägodel. Det inköptes någon gång strax efter sekelskiftet 1500 och berättar i myllrande scener om Maria och Jesu liv. I de två mellersta skildringarna har Jesu födelse och konungarnas tillbedjan ställts mot avrättningen på Golgata. Den har tillverkats av Jan Bormans verkstad i Bryssel.

#### Jäders kyrka

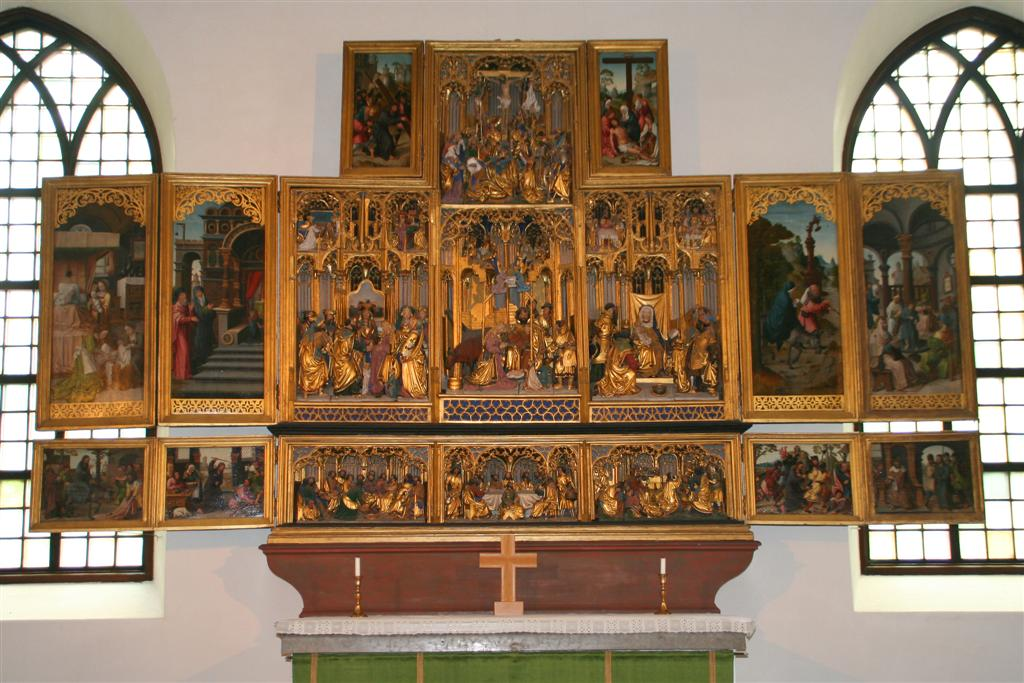
Altaruppsättningen i Jäders kyrka, där altarskåpet är attribuerad till Jan Borman och de fyra yttertavlorna är signerade av Jan II van Coninxlo.

Målningarna till dörrarna på altarskåpet i Jäders kyrka i Södermanlands län. Det senmedeltida altarskåpet är attribuerat till  Borman och är ett av Sveriges förnämsta. Altaruppsättningen i Jäders kyrka har fyra yttertavlor, flygeltavlor, som är signerade och daterade 1514 av Jan II van Coninxlo (eller Jan van Coninxloo), de skildrar Marias och Jesu liv. Altarskåpet i Jäders kyrka har målningar som färglagts av Jan van Coninxloo. Vidare har altarskåpet polykroma  skulpturer, det vill säga skulpturer som är bemålade med många färger, av Jan van Wavere samt skulpturer som är uthuggna som tredimensionella konstverk. Dessa är  huggna av Jan Borman.

## Galleri

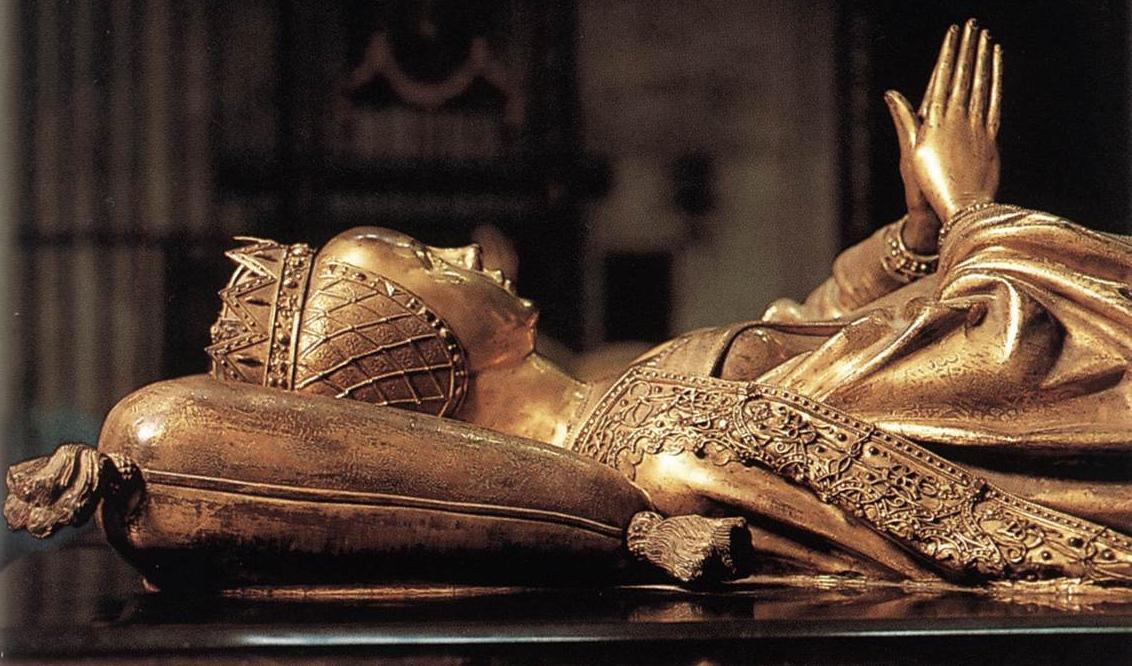
Grav för Maria av Burgund i Vårfrukyrkan i Brygge, för vilken Jan Borman gjorde modellen i trä.

#### Västerås domkyrka
Målningarna till dörrarna i Västerås domkyrka har sitt ursprung från mäster Jan Bormans ateljé i Bryssel. Altarskåpet i Apostlakapellet i det norra skeppet är från början av 1500-talet.

#### Vadstena klosterkyrka
Målningarna till dörrarna i Vadstena klosterkyrka är målade av Jan Borman, medan de fyra yttertavlorna målade av Jan II van Coninxlo.